# Catarantina
La catarantina es un precursor químico de la vinblastina.